# Teresa Orlowski
Teresa Orlowski, właśc. Teresa Orłowska (ur. 29 lipca 1953 w Dębicy) – polska aktorka, reżyserka i producentka filmów pornograficznych.
Była jedną z największych europejskich gwiazd porno lat 80. XX wieku. Działalność rozpoczęła jako performerka na początku lat 80., została nazwana „Królową porno Niemiec”, a także prezesem i właścicielką Verlag Teresa Orlowski (VTO), która w pewnym momencie w latach 90. była jedną z największych firm dla dorosłych na świecie. Był to dość niespodziewany awans do sławy dla katolickiej dziewczyny z Polski, która pierwotnie aspirowała do bycia zakonnicą.

## Życiorys

### Wczesne lata
Urodziła się 29 lipca 1953 w Dębicy. Wychowała się we Wrocławiu, w tradycyjnej rodzinie rzymskokatolickiej Maduzia. Była bardzo religijna i nie sprawiała rodzicom kłopotów. Marzyła o karierze weterynarza. W roku 1979, mając 26 lat wyjechała do Bochum. Początkowo pracowała jako kelnerka w klubie w Wattenscheid, w dzielnicy Bochum, następnie w barze na dworcu kolejowym Duisburg Hauptbahnhof.

### Kariera
W 1981 w Niemczech poznała fotografa Petera Filipa, który zaproponował jej sesję zdjęciową. Po sześciu miesiącach porzuciła pracę w klubie Ruhr. Wkrótce podjęła współpracę z niemieckim producentem i reżyserem filmów porno Hansem Moserem (znanym także jako Sascha Alexander i John Thompson), którego poślubiła w 1982 roku.
W 1982 w Hanowerze wraz z ówczesnym mężem założyła własną wytwórnię VTO (Verlag Teresa Orlowski / Video Teresa Orlowski). Była to jedna z pierwszych firm dla dorosłych, którą zarządzała kobieta jako prezeska korporacji, wydawczyni czasopism, pisarka, edukatorka seksualna i wykonawczyni. Centrala „Media Park” z siedzibą w Hanowerze w Niemczech składała się z dwóch w pełni sterowanych komputerowo studiów filmowych, działu animacji komputerowej i działu litografii oraz ogromnego magazynu, w którym mieścił się ośrodek reprodukcji, w którym 250 maszyn wideo odtwarzało taśmy.

Wiem, co chcą zobaczyć mężczyźni i ja ich nie rozczaruję. Dla kobiet film (porno) jest nudny nie do wytrzymania.
Jako kobieta nie miałabym nic z tego. Mówię na to: ja zobaczyłabym kiedyś członka. Mężczyzna widzi, że mam duże piersi – dlaczego ja nie mogę wiedzieć, co on ma w spodniach.
Kobiety mówią: ach, lecę na szerokie ramiona. Co mi z szerokich ramion? (Teresa Orlowski, 1998)

Mając 30 lat, pojawiła się w pierwszym filmie porno Idź do niego (Go For It, 1983). Poza redagowaniem czasopisma erotycznego „VTO”, rozpoczęła działalność jako producentka filmów hardcorowych na kasetach wideo VHS z serii Foxy Lady, w której Orlowski występowała w roli głównej. VTO podbił międzynarodowy rynek wideo, a Teresa Orlowski natychmiast stała się międzynarodową gwiazdą kina dla dorosłych i została nazwana „Królową porno Niemiec” i stała się międzynarodową gwiazdą kina dla dorosłych. W jej filmach brali udział m.in.: Blake Palmer, Christoph Clark, Gabriel Pontello, Peter North, Rocco Siffredi, Ron Jeremy, Tom Byron czy Sean Michaels.
W 1989 wzięła udział w teledysku do utworu „Bitte bitte” niemieckiej grupy Die Ärzte, za co wraz z zespołem miała problemy w związku z wszczętymi działaniem Federalnego Urzędu kontroli treści zagrażającym osobom nieletnim (niem. Bundesprüfstelle für jugendgefährdende Medien (BPjM)).
W 1990 rozwiodła się z Hansem Moserem, jednak później nadal używała nazwiska Moser. Tymczasem Moser ożenił się z brytyjską gwiazdą porno Sarah Young.
Jej pierwsza firma zbankrutowała w latach 80. Następnie na początku lat 90. założyła własną stację telewizyjną, nadającą filmy pornograficzne. Mimo że dostęp do tego programu telewizji satelitarnej był możliwy jedynie przez dekoder, akcja ta była niezgodna z niemieckim prawem, które zakazuje nadawania materiałów pornograficznych w telewizji. Firma miała obrót ponad 20 milionów DEM. Zrealizowano m.in. parodię Parku Jurajskiego – Jurassic Fuck (1993).
Wystąpiła także w sensacyjnym serialu kryminalnym Sat.1 Terytorium Wolffa (Wolffs Revier, 2000).
W 2005, po wielu problemach finansowych, jej ostatnia firma New Age Communications zakończyła działalność. Orlowski, nie chcąc złożyć oświadczenia pod przysięgą dotyczącego niepokrytych kredytów oraz wierzytelności firmy Inkasso, opuściła Niemcy.
W sierpniu 2013 zamieszkała w ekskluzywnej willi w hiszpańskiej Marbelli. Jeżeli ponownie uda się do Niemiec, zostanie aresztowana za nadużycia finansowe. W 2014 zdiagnozowano u niej rzeżączkę.

## Nagrody
| Rok  | Nagroda     | Kategoria        |
| ---- | ----------- | ---------------- |
| 2001 | Venus Award | Nagroda honorowa |